# Гексахлорогерманат цезия
Гексахлорогерманат цезия — неорганическое соединение, комплексная соль хлоридов металлов германия и цезия с формулой Cs2[GeCl6], 
желтоватые кристаллы,
разлагается в воде.

## Получение
- Смешение хлоридов цезия и германия(IV) в спиртовом растворе соляной кислоты:

{\displaystyle {\mathsf {2CsCl+GeCl_{4}\ {\xrightarrow {}}\ Cs_{2}[GeCl_{6}]}}}

## Физические свойства
Гексахлорогерманат цезия образует желтоватые кристаллы
кубической сингонии,
параметры ячейки a = 1,021 нм, Z = 4.
Устойчив в сухом воздухе, в воде быстро гидролизуется.
Не растворяется в соляной кислоте и этаноле, но хорошо растворяется в их смеси (2:1): 150 и 4375 г/л.